# Луиза фон Саксония-Гота-Алтенбург (1756–1808)
Луиза фон Саксония-Гота-Алтенбург (на немски: Luise von Sachsen-Gotha-Altenburg; * 9 март 1756, Рода, Херцогство Саксония-Гота-Алтенбург, Тюрингия; † 1 януари 1808, дворец Лудвигслуст, Лудвигслуст, Мекленбург-Предна Померания) от рода на Ернестински Ветини, е принцеса от херцогство Саксония-Гота-Алтенбург и чрез женитба херцогиня на Мекленбург-Шверин (1785 – 1808).

## Живот
Тя е малката дъщеря на принц Йохан Август фон Саксония-Гота-Алтенбург (1704 – 1767) и съпругата му графиня Луиза Ройс цу Шлайц (1726 – 1773), вдовица на Кристиан Вилхелм фон Саксония-Гота-Алтенбург († 1748), дъщеря на граф Хайнрих I Ройс-Шлайц (1695 – 1744) и графиня Юлиана Доротея Луиза фон Льовенщайн-Вертхайм-Вирнебург (1694 – 1734). Сестра е на Августа Луиза (1752 – 1805), омъжена на 28 ноември 1780 г. в Рода за княз Фридрих Карл фон Шварцбург-Рудолщат (1736 – 1793).
Луиза се омъжва на 31 май (1 юни) 1775 г. в дворец Фреденщайн в Гота за херцог Фридрих Франц I фон Мекленбург (* 10 декември 1756; † 1 февруари 1837), наследствен велик херцог (14 юни 1815 – 1837), син на наследствения принц Лудвиг фон Мекленбург (1725 – 1778) и принцеса Шарлота София фон Саксония-Кобург-Заалфелд (1731 – 1810). Бракът е щастлив.
Луиза умира на 1 януари 1808 г. в Лудвигслуст на 51 години и е погребана в построения за нея Луиза-мавзолей („Louisen“) зад дворец Лудвигслуст.

## Деца
Луиза фон Саксония-Гота-Алтенбург и Фридрих Франц I фон Мекленбург имат децата:
- дъщеря (*/† 1776)
- син (*/† 1777)
- Фридрих Лудвиг (1778 – 1819), наследствен велик херцог на Мекленбург-Шверин, женен I. на 23 октомври 1799 г. за велика княгиня Елена Павловна (1784 – 1803), II. на 1 юли 1810 г. за принцеса Каролина Луиза фон Саксония-Ваймар-Айзенах (1786 – 1816), III. на 3 април 1818 г. за принцеса Августа фон Хесен-Хомбург (1776 – 1871)
- Луиза Шарлота (1779 – 1801), омъжена на 21 октомври 1797 г. за херцог Август фон Саксония-Гота-Алтенбург (1772 – 1822), баба на Алберт фон Сакс-Кобург-Гота, съпругът на кралица Виктория
- Густав Вилхелм (1781 – 1851), пруски майор
- Карл Август Христиан (1782 – 1833), руски генерал
- Шарлота Фридерика (1784 – 1840), омъжена на 21 юни 1806 г. (развод 1810) за Кристиан Фредерик, крал на Дания (1786 – 1848), родители на крал Фредерик VII (1808 – 1863)
- Адолф (1785 – 1821), генерал

Фридрих Франц I фон Мекленбург има и 15 извънбрачни деца.